# 參合陂之戰
參合陂之戰是中國五胡十六國時期後期，北魏軍在參合陂（今中國山西省陽高縣或内蒙古自治区凉城县）擊敗後燕軍的一場戰役，時為公元395年。

## 背景
北魏在其前身代國時期，即與後燕的前身前燕互為姻親之國。北魏及後燕建國後，二國本來關係密切，然而後來先是因後燕於391年扣留前來進貢的魏王拓跋珪之弟拓跋觚，復因北魏勢力逐漸強大，兩國關係破裂。

## 經過
北魏叛後，後燕帝慕容垂於五月（陰曆）命太子慕容寶、遼西王慕容農、趙王慕容麟等率軍八萬攻魏，並以范陽王慕容德、陳留王慕容紹等率一萬八千騎兵為後援。魏軍截獲消息後，於七月先將主力部隊後撤，另一方面燕軍前進至五原（今內蒙古包頭市），收割當地農作物，再進軍到黃河岸邊造船準備渡河。九月兩軍在五原一帶的黃河隔岸對峙。
魏軍派人在中山往五原的路上埋伏，後燕派往前方的信使盡被魏軍在半途截獲，使慕容寶等收不到後方消息。魏軍又命令被俘的信使向對岸謊稱慕容垂已死，慕容寶等人聞訊後憂恐，部隊也軍心動搖。九月，拓跋珪派遣陈留公拓跋虔率领五万骑兵驻扎在黄河以东，断绝燕军的左路，派遣东平公拓跋仪率领十万骑兵驻扎在黄河以北，断绝燕军的后路，派遣略阳公拓跋遵率领七万骑兵断绝燕军南撤到中山郡的南路。後來燕軍中又有慕舆嵩陰謀發動兵變擁慕容麟為帝，更導致軍心渙散，士氣低落。十月辛未，慕容寶見勢不利，趁夜燒船撤退，當時河水未結冰，慕容寶認為魏軍無能力渡河追擊，疏於戒備。到了十一月己卯，暴風使氣溫急降，河水結冰，拓跋珪立即率精兵二萬餘騎渡河，追擊燕軍。
魏軍日夜趕路，反觀燕軍疏於戒備，慕容麟率軍三萬殿後，卻是一邊行軍一邊打獵。終於在六日後，魏軍於參合陂西追及燕軍主力，而燕軍當時安營於陂東靠近河邊處。魏軍連夜登山，計劃奇襲燕軍。翌晨，魏軍登上山頭，下臨燕營。燕軍正要東歸，忽見魏軍遍佈山上，士卒大驚。拓跋珪下令攻擊，燕軍爭相渡河逃命，人馬相互踐踏，壓死及溺死者數以萬計。
拓跋遵的魏軍騎兵早已在燕軍後方等待，正好趕及阻截渡河的燕軍，結果燕軍在此役幾乎全軍覆沒，僅包括太子慕容寶及部分親王在內的數千人成功逃走，而慕容紹則為魏軍所殺，其餘燕軍包括鲁阳王慕容倭奴、桂林王慕容道成、济阴公尹国、北地王世子慕容钟葵、安定王世子慕容羊儿等四、五萬人全部投降。後來，在北魏大臣王建的建議下，所有投降的燕軍全被坑殺。

## 影響
此次戰役使得當時華北第一強權的後燕實力受到重挫，北魏勢力進入中原。次年（396年），後燕帝慕容垂欲報此仇，於是親征北魏，經過參合陂，見前一年的骨骸堆積如山，特別設壇弔祭，士卒中有父子兄弟陣亡於該地者皆慟哭，聲震山谷。慕容垂因此慚憤吐血，原本的病勢遂加劇，不久即行病逝。再次年（397年），後燕於柏肆之戰再度慘敗於北魏，勢力完全退出中原，北魏正式取而代之成為華北的霸主。
而此戰北魏坑殺降俘的舉動，使得後來魏軍在進攻後燕都城中山（今中國河北省正定縣）時，燕軍堅守不出，也延長了北魏肅清華北的時間。

## 其他
- 金庸小说《天龙八部》中姑苏大燕国帝胄慕容家的居處「參合莊」、祖传绝技「參合指」，名称来自此役。温瑞安的小说《英雄好汉》中地眼大師的「參合指」则是借用金庸的發明。

- 因為此戰的代表性，柏楊在其著作《柏楊版資治通鑑》叢書中，將參合陂殺俘的行為，定為第27冊的書名——《參合殺俘》。

- 玄幻武俠小說作家黃易曾在作品《邊荒傳說》改編此戰情況。